# پلامن نیکولوف
پلامن نیکولوف (بلغاری: Пламен Николов؛ زادهٔ ۲۰ اوت ۱۹۶۱) بازیکن فوتبال اهل بلغارستان بود.
از باشگاه‌هایی که در آن بازی کرده‌است می‌توان به باشگاه فوتبال لفسکی صوفیه و باشگاه فوتبال لوکوموتیو صوفیه اشاره کرد.
وی همچنین در تیم ملی فوتبال بلغارستان بازی کرده‌است.